# Urbain Rouziès
Urbain Rouziès (* 5. Oktober 1872 in Morlhon, Aveyron; † 9. Januar 1956 in Paris) war Leiter der Bibliothek des Institut Catholique de Paris und einer der Begründer des Dictionnaire d’histoire et de géographie ecclésiastiques.
1894 trat er in die Oratorianer-Kongregation ein und empfing 1896 die Priesterweihe. Das »Dictionnaire« gründete er 1908 zusammen Alfred Baudrillart (1859–1942) und Albert Vogt (1874–1942) auf Anregung des Verlags Letouzey et Ané in Paris. Die erste Lieferung erschien 1909, der erste Band war 1912 abgeschlossen. In den ersten drei Bänden zeichnet er als Mitherausgeber. 1919 nahm Rouziès die Stelle eines Bibliothekars am Institut Catholique de Paris an und legte bald danach mit Vollendung von Band 3 seine Mitherausgeberschaft nieder. Seine Tätigkeit am Institut Catholique beendete er 1944. Zum »Dictionnaire« steuerte er in den Bänden 1–5 mehr als 200 Artikel bei.